# Трав'яний вуж кілеватий
Трав'яний вуж кілеватий (Opheodrys aestivus) — неотруйна змія з роду Трав'яні вужі з родини Вужеві. Має 2 підвиди.

## Опис
Загальна довжина сягає 110 см. Це дуже витончена змія. Тулуб дуже тонкий, стрункий, голова практично не розширена. На середині спині присутній своєрідний кіль, які складається з лусок. Спина забарвлена у яскравий, смарагдово-трав'янисто-зелений колір, черево світле, кремового забарвлення.

## Спосіб життя
Полюбляє чагарникові та трав'янисті прерії. Активна вдень. Живиться комахами, не гребують й дрібними ящірками та амфібіями.
За свою комахоїдність, яскраве забарвлення та нешкідливий характер ця змія заслужила любов багатьох тераріумістів. Незважаючи на рухливість й жвавість, практично ніколи не кусається.
Це яйцекладна змія. Самиця відкладає 3—12 яєць.

## Розповсюдження
Мешкає на південному заході США й північно-заході Мексики.

## Підвиди
- Opheodrys aestivus aestivus
- Opheodrys aestivus carinatus